# 恭靖妃
恭靖妃（17世纪？—1689年），名阿格，博尔济吉特氏，阿嚕蒙古浩齐特部扎萨克额尔德尼郡王博罗特之女，阿賴充之姐妹，察哈爾部第二任可汗達賚遜之來孫女。清朝顺治帝之妃。

## 生平
崇德二年（1637年），蒙古浩齊特部歸附清朝，當時的領主為恭靖妃之父博羅特，博羅特在順治三年（1646年）受封為多羅貝勒，並且在順治十年晉封為多羅郡王，有認為恭靖妃可能是在順治十年其父晉封為多羅郡王之後才入宮。
目前並不清楚博爾濟吉特氏是在何時被順治帝收為後宮主位。后世编撰的《星源集慶》錯記其初入宮即被冊封為妃，實際上僅為福晉級嫔御。顺治帝的后宫里除了孝惠章皇后博尔济吉特氏、孝献端敬皇后董鄂氏和被娘家接回蒙古的静妃額爾德尼布木巴之外，并没有其他达到妃位的內庭主位。因為嬪級在順治朝並未正式實行，所以博爾濟吉特氏所处的福晋级实际上是仅次于皇后、皇貴妃和妃的级别。
康熙元年，博爾濟吉特氏為「乾清宮五福晉」之其中一員。康熙元年正月二十八日，包衣諳班費揚古、尼雅罕所奏，詢問靜妃應領的緞匹數量，奉旨靜妃的緞匹數量與乾清宮五位福晉（即孝康章皇后、恪妃、恭靖妃、端順妃和淑惠妃）相等，並得到昭聖皇太后的認可。同年，太皇太后將已故費揚古格格從娘家帶來的使唤女子還給她的娘家，上三旗包衣女子則給予「阿格額捏福晉」使喚。
康熙二年八月，翁牛特杜稜郡王之四品台吉鏗克納之妻貢送「內廷福晉浩齊特阿來崇額爾德尼郡王之妹」兩匹馬，一匹為亮甲馬，而另一匹為官用披甲馬。
康熙八年，博爾濟吉特氏與順治帝的其他幾位遺孀一起遷居到長春宮。康熙十二年（1673年）十二月初四日，尊封皇考妃博爾濟金氏為皇考恭靖妃、皇考妃博爾濟金氏為皇考淑惠妃、皇考妃博爾濟金氏為皇考端順妃、皇考妃董鄂氏為皇考寧謐妃。前三者原為福晉級，只有董鄂氏原為小福晉級，因此對於前三者而言，董鄂氏被尊封為寧謐妃屬「超封」。康熙十五年正月，被正式冊封為恭靖妃。
康熙二十八年，恭靖妃與順治帝的其他幾位遺孀一起遷居到寧壽宮。根據乾隆年間《清内务府京城全图》的描繪，在康熙二十一年被改造为宁寿旧宫的咸安宫依然保持着以前的格局，宫院的北部可见三座并排、布局类似寿康宫之寿三宫的小院落，恭靖妃等人應在此處居住。
康熙二十八年閏三月十四日，恭靖妃病重，有關衙門選出紫禁城內西北隅房，以及光祿寺周邊作為恭靖妃移居之處，最終康熙帝選擇了隅房作為恭靖妃移居之處。同年四月初二日，恭靖妃去世，康熙帝辍朝三日。康熙五十七年（1718年）四月初七日，恭靖妃金棺奉安孝东陵（即今河北省遵化县昌瑞山）。民國時期所撰的《東陵盜案彙編》稱載澤等人曾恭謁孝陵、孝東陵、景陵詳細查勘寳城，均無掘痕，「惟孝東陵前之端順妃、恭敬妃二穴略有痕迹。據守䕶人言，事在盜前，幸未掘透，即經查覺而罷」。